# Austroliabum
Austroliabum H.Rob. & Brettell, 1974 è un genere di piante angiosperme dicotiledoni della famiglia delle Asteraceae.

## Descrizione
L'habitus delle piante di questo genere varia da erbaceo (annuale o perenne) a subarbustivo (l'altezza massima è di 1,5 metri). I fusti possono essere bianco-tomentoso, irsuti, lanosi e ghiandolosi; sono in parte ramificati e in parte no; in alcuni casi è presente del latice bianco.
Le foglie in genere sono disposte lungo il fusto in modo opposto (nei rami superiori possono essere alternate); sono picciolate con o senza ali. Alla base delle foglie possono essere presenti delle pseudostipole o dei dischi nodali (le guaine sono assenti). La lamina delle foglie è intera: strettamente o largamente ovata o triangolare; la base è tronca, cordata o cuneata; gli apici sono acuti o attenuati; i margini sono subinteri, dentati o seghettati (possono essere mucronati). Le venature sono actinodrome-trinervate. La superficie può essere liscia oppure irsuta; le facce possono avare della pubescenza bianco-aracnoidea o lanosa. La consistenza in genere è fogliacea oppure carnosa.
L'infiorescenza è formata da capolini di tipo radiato eterogamo. I capolini, pochi o molti, possono essere raccolti in formazioni corimbose oppure raramente sono singoli (monocefali) con peduncoli densamente bianco-tomentosi o lanosi. La struttura dei capolini è quella tipica delle Asteraceae: un peduncolo (corto o lungo) sorregge un involucro a forma campanulata composto da 45 - 70 squame (o brattee) disposte in 4 - 6 serie in modo embricato e scalato che fanno da protezione al ricettacolo  sul quale s'inseriscono due tipi di fiori: quelli esterni ligulati, disposti a raggiera e quelli interni tubulosi molto più numerosi. Le brattee hanno delle forme ovate o strettamente ovate, la consistenza è coriacea, la superficie è bianco-tomentosa. Il ricettacolo, alveolato, da piatto a leggermente convesso, è nudo (senza pagliette).
I fiori sono tetra-ciclici (ossia sono presenti 4 verticilli: calice – corolla – androceo – gineceo) e pentameri (ogni verticillo ha in genere 5 elementi). I fiori si dividono in due tipi: del raggio e del disco. I fiori del raggio (ligulati e zigomorfi da 25 a 50 su una serie) sono di solito femminili (senza staminoidi) e fertili. I fiori del disco (tubulosi e actinomorfi da 40 a 65) sono in genere ermafroditi.
- Formula fiorale:

*/x K {\displaystyle \infty }, [C (5), A (5)], G 2 (infero), achenio
- Calice: i sepali del calice sono ridotti ad una coroncina di squame.

- Corolla: le ligule delle corolle dei fiori del raggio hanno delle forme da lineari a ellittico-oblunghe (a volte sono ben sviluppate) e terminano con tre denti, sono colorate di giallo o giallo-aranciato, sono pubescenti per tricomi ghiandolari; le gole dei fiori del disco sono ampie fin dalla base, mentre i lobi sono 5 profondi, allungati e strettamente ovati con tricomi ghiandolari sulla superficie esterna, il colore è giallo o leggermente arancio.

- Androceo: gli stami sono 5 con filamenti liberi e distinti, mentre le antere, gialle, sono saldate in un manicotto (o tubo) circondante lo stilo. Le antere possono avere delle code ovate o piatte. Il polline è ricoperto da spine in modo uniforme. Il polline è sferico, e tricolporato, echinato.

- Gineceo: lo stilo è filiforme, mentre gli stigmi dello stilo sono due, brevi e divergenti. L'ovario è infero uniloculare formato da 2 carpelli. Gli stigmi in genere sono corti e filiformi ed hanno la superficie stigmatica (papille) interna. La parte superiore dello stilo può essere pelosa (quella basale è glabra). I nettari sono disciformi (non lobati).

I frutti sono degli acheni con pappo. La forma dell'achenio varia da obovoide a obconico con 8 - 10 coste. Il pappo, a due serie, è formato da setole barbate all'interno e squame all'esterno.

## Biologia
- Impollinazione: l'impollinazione avviene tramite insetti (impollinazione entomogama tramite farfalle diurne e notturne).
- Riproduzione: la fecondazione avviene fondamentalmente tramite l'impollinazione dei fiori (vedi sopra).
- Dispersione: i semi (gli acheni) cadendo a terra sono successivamente dispersi soprattutto da insetti tipo formiche (disseminazione mirmecoria). In questo tipo di piante avviene anche un altro tipo di dispersione: zoocoria. Infatti le brattee dell'involucro possono agganciarsi ai peli degli animali di passaggio disperdendo così anche su lunghe distanze i semi della pianta.

## Distribuzione e habitat
La distribuzione delle piante di questo genere è relativa all'Argentina del nord. L'habitat è montano (ma non le Ande) con climi da temperati a semiaridi.

## Tassonomia
La famiglia di appartenenza di questa voce (Asteraceae o Compositae, nomen conservandum) probabilmente originaria del Sud America, è la più numerosa del mondo vegetale, comprende oltre 23.000 specie distribuite su 1.535 generi, oppure 22.750 specie e 1.530 generi secondo altre fonti (una delle checklist più aggiornata elenca fino a 1.679 generi). La famiglia attualmente (2021) è divisa in 16 sottofamiglie.

### Filogenesi
Le piante di questa voce appartengono alla tribù Liabeae della sottofamiglia Vernonioideae. Questa assegnazione è stata fatta solo ultimamente in base ad analisi di tipo filogenetico sul DNA delle piante. Precedenti classificazioni descrivono queste piante nella sottofamiglia Cichorioideae oppure (ancora prima) i vari membri di questo gruppo, a dimostrazione della difficoltà di classificazione delle Liabeae, erano distribuiti in diverse tribù: Vernonieae, Heliantheae, Helenieae, Senecioneae e Mutisieae.
Le seguenti caratteristiche sono condivise dalla maggior parte delle specie della tribù:
- nei fusti è frequente la presenza di lattice;
- le foglie hanno una disposizione opposta e spesso sono fortemente trinervate con superfici inferiori tomentose;
- il colore dei fiori del raggio e del disco sono in prevalenza gialli o tonalità vicine;
- le corolle del disco sono profondamente lobate;
- le basi delle antere sono calcarate;
- le superfici stigmatiche sono continue all'interno dei rami dello stilo;
- il polline è spinoso e sferico.

Il genere di questa voce è descritto nella sottotribù Paranepheliinae H. Rob., 1983, una delle quattro sottotribù di Labieae. La sottotribù si trova nel "core" della tribù, e insieme alla sottotribù Munnoziinae formano un "gruppo fratello" (entrambe le sottotribù sono state le ultime a divergere). Il genere Austroliabum è derivato recentemente dal genere Microliabum. Quest'ultimo dalle analisi del DNA di tipo filogenetico non risultava monofiletico. In particolare un gruppo di specie di Microliabum (definito Microliabum subgenus Austroliabum m (H.Rob. & Brettell) H.Rob) si trovava a formare un "gruppo fratello" con la copia di generi Paranephelius e Pseudonoseris, mentre un altro gruppo (il nucleo centrale del genere definito Microliabum subgenus Microliabum) formava un altro "gruppo fratello" con il genere Stephenbeckia. Il primo gruppo quindi è stato segregato a formare il nuovo genere Austroliabum H.Rob. & Brettell.
Le specie di questo genere sono individuate dai seguenti caratteri:
- le brattee dell'involucro aumentano gradualmente in lunghezza;
- il pappo interno è persistente.

Il numero cromosomico delle specie di questo gruppo è: 2n = 14.

### Elenco delle specie
Per questo genere sono assegnate le seguenti 3 specie:
- Austroliabum candidum (Griseb.) H.Rob. & Brettell
- Austroliabum eremophilum  (Cabrera) H.Rob. & Brettell
- Austroliabum glanduliferum  (Cabrera) D.G.Gut., N.Garcia, Susanna & Grossi